# 제이 노벨로

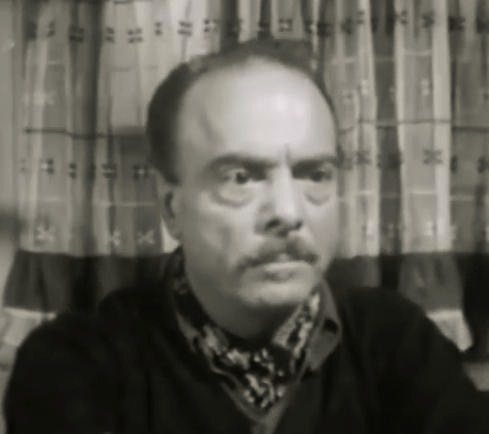

제이 노벨로(Jay Novello, 1904년 8월 22일 ~ 1982년 9월 2일)는 미국의 배우, 텔레비전 배우이다.
시카고에서 태어났으며 노스할리우드에서 사망하였다. 사인은 질병이다.

## 영화
- 암살 음모 (1977년)
- 웃음파는 남자 (1969년)
- 털보 가족 (1966년)
- 아빠, 전쟁에서 무슨 일이? (1966년)
- 헤럼 스케럼 (1965년)
- 자레인 탈출 (1962년)
- 아틀란티스, 사라진 땅 (1961년)
- 포켓에 가득찬 행복 (1961년)
- 잃어버린 세계 (1960년)
- 보난자 (1959년)
- 조로, 더 어벤저 (1959년)
- 퍼펙트 퍼로 (1959년)
- 원더풀 컨츄리 (1959년)
- 선셋 77번가 (1958년)
- 조로 (1957년)
- 서부의 파라딘 (1957년)
- 콜트45 (1957년)
- 자랑과 정열 (1957년)
- 프로디갈 (1955년)
- 신바드의 아들  (1955년)
- 용감한 린티 (1954년)
- 파티마의 기적 (1952년)
- 스나이퍼 (1952년)
- 빅 스카이 (1952년)
- 왈가닥 루시 (1951년)
- 캔트 헬프 싱잉 (1944년)
- 브로드웨이 (1942년)
- 카이로 (1942년)
- 언홀리 파트너스 (1941년)
- 데이 멧 인 봄베이 (1941년)